# Timalie à bec rouge
Cyanoderma pyrrhops
Espèce
Statut de conservation UICN

 LC  : Préoccupation mineure
La Timalie à bec rouge (Cyanoderma pyrrhops) est une espèce de passereaux de la famille des Timaliidae.

## Répartition
Cet oiseau peuple les forêts humides du versant sud de l'Himalaya.